# Carmen Iohannis
Carmen Georgeta Iohannis, născută Lăzurcă (n. 2 noiembrie 1960, Reghin, Mureș, România), este soția lui Klaus Werner Iohannis, președinte  al României în perioada 2014–2025. Carmen Georgeta Iohannis este profesoară de limba engleză.

## Biografie
Carmen Georgeta Iohannis este descendenta unei familii române unite (greco-catolice) din localitatea Sântu, un sat din apropierea orașului Reghin, în județul Mureș. În copilărie a practicat baletul și a luat lecții de pian. În perioada comunistă din România a participat la slujbele clandestine oficiate de protopopul Pompeiu Onofreiu în locuința particulară a acestuia, situată în strada Șelarilor din Sibiu, slujbe la care a fost prezent și Klaus Iohannis.
L-a cunoscut pe Klaus Werner Iohannis când avea 22 de ani, pe vremea studenției, prin intermediul unor prieteni sibieni și s-au căsătorit șapte ani mai târziu, în anul 1989. Imediat după absolvirea facultății, cei doi au lucrat ca profesori la Agnita și Sibiu. După 1989 ambii dascăli au ajuns să predea la liceele în care fuseseră cândva elevi, la Colegiul Național „Gheorghe Lazăr”, respectiv la Colegiul Național „Samuel von Brukenthal”. Cuplul Iohannis nu are copii.
Carmen Georgeta Iohannis este o simpatizantă a familiei regale a României. Apreciază de asemenea cultura britanică.